# مايكروسوفت بوب
مايكروسوفت بوب (بالإنجليزية: Microsoft Bob)‏ كان منتجًا لشركة مايكروسوفت، تم إطلاقه في مارس 1995، قدم البرنامج واجهة جديدة غير تقنية لعمليات الحوسبة الشخصية. بالرغم من طبيعته الطموحة، كان مايكروسوفت بوب واحدًا من أكثر منتجات مايكروسوفت فشلًا. علَق ستيف بالمر المدير التنفيذي لمايكروسوفت على المنتج بأنه مثال لموقف «حيث قررنا أننا لم ننجح وعلينا أن نتوقف».